# Ni.Bi.Ru – Der Bote der Götter
Ni.Bi.Ru – Der Bote der Götter ist ein 2005 erschienenes Point-and-Click-Adventure des tschechischen Studios Future Games, denen 2004 mit dem Horror-Adventure Black Mirror ein Überraschungserfolg gelungen war.

## Handlung
Der Tscheche Martin Holan studiert in Paris Archäologie und Linguistik – begünstigt durch seinen Onkel, den Professor Francois De Wilde. Dieser bittet ihn eines Tages telefonisch in einer geheimnisvollen und anscheinend gefährlichen Angelegenheit um Hilfe. Für weitere Informationen begibt sich Holan auf De Wildes Anraten hin nach Prag, wo er sich mit der Historikerin Barbora Kranska treffen soll. Doch diese verschwindet vom vereinbarten Treffpunkt an der Karlsbrücke, nachdem ein mysteriöser Fremder aufgetaucht ist. Holan begibt sich zu Barboras Wohnung und findet die Historikerin ermordet auf. Er forscht in deren Arbeitsumfeld nach und kommt so der geheimen Verschlusssache „Projekt Nibiru“ auf die Spur.
„Projekt Ni.Bi.Ru“ war ein in den letzten Kriegstagen des Jahres 1945 von Nazideutschland betriebenes Projekt, welches dem langsam zerfallenden Regime doch noch den Sieg bringen sollte. Die Deutschen wollten mittels außerirdischer Technik von „Ni.Bi.Ru“ – einem mysteriösen und bislang unentdeckten und bewohnten Planeten des Sonnensystems – die Zellregeneration des menschlichen Körpers revolutionieren und so die Wende im Zweiten Weltkrieg schaffen. Schlüsselfigur des Unternehmens ist der deutsche Forscher Dietrich Raumhart, der für die Nazis an einer von Ni.Bi.Ru stammenden Maschine gearbeitet hat.
Holan findet heraus, dass Raumhart seine Forschungen in einem unterirdischen Bunkerkomplex bei Pilsen durchgeführt hat und dieser letztens bei Autobahnbauarbeiten entdeckt wurde. De Wilde bekam davon Wind und plante, mit Barboras Hilfe Holan in die Ausgrabungsstätte einzuschleusen. Holan schafft es, in die vom Militär besetzte Anlage einzudringen und Raumharts Aufzeichnungen sowie eine alte Maya-Statuette zu finden; die Maschine ist allerdings verschwunden. Es kommt zu einer Begegnung mit einem zwielichtigen Archäologenkollegen, der sich als Hochstapler herausstellt und als der Fremde entpuppt, der Barbora getötet hatte. Der Fremde lockt Holan in einen Hinterhalt, Martin kann der Gefahr aber entkommen.
Als er De Wilde wenig später an der französischen Atlantikküste aufsuchen möchte, um ihm von den Geschehnissen zu berichten, findet er diesen tot vor. Holan kann die Aufzeichnungen seines Onkels und eine in dessen Besitz befindliche, zweite Maya-Statuette zwar an sich bringen, wird aber nochmals überwältigt. Es stellt sich heraus, dass Raumhart noch immer am Leben und der unbekannte Attentäter dessen Sohn ist, und beide sind auf der Suche nach der außerirdischen Maschine. Einmal mehr kann Martin einer der Todesfallen des Sohnes entkommen.
Mit Hilfe von De Wildes Aufzeichnungen gelangt Holan nach Mexiko, wo er in den alten Maya-Ruinen Nachforschungen anstellt. Überraschend trifft er erneut auf Raumhart, der inzwischen zur Erkenntnis gelangt ist, dass die Maschine unter allen Umständen vernichtet werden muss. Außerdem warnt er Holan vor seinem Sohn, der nun auf eigene Faust versucht, die Maschine an sich zu reißen, um Macht und Reichtum zu erlangen. Auf Raumharts Anweisung hin sucht Holan einen Maya-Ältesten auf, der in ihm den in einer alten Prophezeiung beschriebenen Boten der Götter sieht. In einem alten Maya-Tempel gelingt es Holan, die dritte und letzte Statue zu finden. Als er mit ihr zum Maya-Ältesten zurückkehrt, weist ihm dieser den Weg zu einem verschollenen Maya-Tempel tief im Dschungel.
In dieser Maya-Pyramide findet Holan die geheimnisvolle Maschine. Doch als er gerade die Maschine mit Hilfe der drei Statuen in Gang setzt, taucht Raumharts Sohn dort auf. Dieser hat inzwischen seinen Vater umgebracht, um alleine in den Besitz des machtvollen Geräts zu gelangen. Raumhart verwundet Holan mit einem Pistolenschuss und versucht, der Apparatur eine leuchtende Kugel zu entnehmen. Doch als er die Kugel in Händen hält, zerfällt Raumharts Körper und er stirbt. Auch eine in der Maschine nur als Schatten erkennbare, außerirdisch aussehende Gestalt wird vernichtet.
Das Spiel endet mit Holan, der vor De Wildes Grab kniet und das kugelförmige Fragment der Maschine auf dessen Grabstein legt, wo es mit diesem verschmilzt. Er erklärt im Selbstgespräch, dass niemand ihm die Ereignisse in der Pyramide geglaubt hätte, und so bewahrte er Stillschweigen. Es genügte ihm herauszufinden, dass De Wilde mit seinen Theorien recht behalten hatte.

## Spielprinzip und Technik
Das Spiel ist ein Grafik-Adventure im Point-and-Click-Stil. Man agiert aus der Third-Person-Perspektive. Das Spiel wird nahezu komplett mit der Maus gespielt. Die linke Maustaste ist ein Aktions- und Interaktionsbutton für  Gegenstände und Personen. Mit der rechten Taste können zusätzliche Informationen zu diesen Objekten und Personen aufgerufen werden. An einigen Stellen müssen zudem Worte per Tastatur eingegeben werden. Der Spielcursor ist ein silberner Kreis mit einer Kugel im unteren rechten Innenraum sowie einer an der linken oberen Seite. Dies erinnert entfernt an einen Ohrring. Durch einmaliges Klicken auf eine bestimmte Stelle bewegt sich die Spielfigur dorthin. Verfärbt sich der Cursor golden, ist mit diesem Objekt einer Interaktion möglich. Dies ist durch Klicken mit der linken oder rechten Maustaste sowie Kombination mit einem Gegenstand aus dem Inventar möglich. Bei Auftauchen einer Sprechblase kann mit einer Person ein Dialog geführt werden. In vielen Fällen ist es wichtig, alle möglichen Formen von Gesprächen bis zum Ende in allen möglichen Varianten durchzuspielen, um wichtige Informationen zum Weiterkommen freizuschalten bzw. zu erhalten. Erscheint eine grüne Tür, so kann man den aktuellen Spielbildschirm in diese Richtung verlassen. Durch einmaliges Klicken mit normaler Geschwindigkeit, durch Doppelklick sofort. Der obere schwarze Balken beinhaltet in der rechten Ecke eine stilisierte Zahnrad-Kombination, über die man in das Hauptmenü gelangt. Im unteren schwarzen Balken ist das Inventar untergebracht, durch das man sich per Pfeil-Klick hindurchbewegen kann. Durch Drücken der Tabulatortaste kann man sich zusätzlich sämtliche im Spielbildschirm befindlichen Ausgänge anzeigen lassen. Erscheint ein kleiner Pfeil in einem Kreis, kann man damit ein näher betrachtbares Objekt wieder verlassen sowie einen Dialog beenden.
Im Spiel gibt es mehrere Situationen, in der die Hauptfigur sterben kann.

## Produktionsnotizen
Nibiru basiert inhaltlich und thematisch zu weiten Teilen auf dem 1998 erschienenen und ebenfalls von Future Games entwickelten Adventure Posel Bohu, in welchem der tschechische Archäologe Stanislav Novotny das Sternenrätsel der Maya zu entschlüsseln versucht. Für die deutsche Vermarktung des Spieles musste dieses inhaltlich überarbeitet werden, da „Nibiru“ u. a. auch nationalsozialistische Thematiken tangiert. Bei den Geschehnissen im Bunkerkomplex ist die Innenausstattung in der Originalversion mit diversen entsprechenden Symbolen (Hakenkreuze, Reichsadler, …) verziert, welche für die deutsche Fassung entfernt wurden. Gravierendste Änderung: Die Lösung des Türrätsels im Bunker sollte originär ein stilisiertes Hakenkreuz darstellen.
Anfang des Jahres 2006 kam Nibiru – Der Bote der Götter noch mal in einer "Special Edition" auf den Spielmarkt. Statt auf zwei CD-ROMs war das Spiel nun auf einer DVD-ROM in entsprechender Hülle nebst Handbuch sowie in einem weißen Karton untergebracht. Die DVD enthielt neben dem eigentlichen Spiel ein Lösungsbuch, die zum Spiel gehörenden Poster, Wallpapers, Zeichnungen und Erstskizzen, Trailer und Soundtrack zu Ni.Bi.Ru, ein Interview mit dem Entwicklerteam, ein Memo mit Fakten zur Existenz von Ni.Bi.Ru sowie ein Trailer und eine Demoversion zum Spiel Black Mirror.
Nibiru ist keine Fiktion, da Nibiru in der sumerischen Mythologie als Gottheit erwähnt wurde. Zugleich wurde Nibiru als mögliches Himmelsobjekt oder Himmelkonstellation beschrieben.

### Sprecher
| Charakter    | deutscher Sprecher    |
| ------------ | --------------------- |
| Martin Holan | Matthias Hinze        |
| De Wilde     | Sven Dahlem           |
| Detektiv     | Bernd Stephan         |
| Sekretärin   | Kristina von Weltzien |
| Raumhart     | Eberhard Haar         |
| Rezeptionist | Thomas Karallus       |

## Rezeption
Nibiru erhielt gemischte Bewertungen. Aus 12 aggregierten Wertungen erzielt das Spiel auf Metacritic einen Score von 66.
Die PC Games zog Vergleiche zu den Indiana-Jones-Adventures der US-amerikanischen Firma LucasArts. Das Magazin lobte Story, Steuerung und Synchronisation des Spiels, kritisierte aber stellenweise schlechtes Rätseldesign. Das Fachmagazin Adventure-Treff stellte heraus, dass die Rätsel des Spiels generell eher einfach und damit einsteigerfreundlich gestaltet seien, dass die Schwierigkeitskurve aber zum Ende des Spiels hin anziehe. Der Abwechslungsreichtum der Rätseltypen halte sich dabei in Grenzen. Positiv hervorgehoben wurde, die hohe Rätseldichte und die Musikuntermalung und die deutsche Sprachausgabe des Spiels. Das Magazin kritisierte hölzerne und teils fehlende Animationen sowie kleinere technische Unzulänglichkeiten wie zum Beispiel die langsame Gehgeschwindigkeit des Spielcharakters, die in brenzligen Situationen wie einer unmittelbar bevorstehenden Sprengung mittels Dynamit geradezu grotesk wirke.